# Livramento (Ponta Delgada)
Livramento ist eine portugiesische Gemeinde (Freguesia) im Kreis (Município) von Ponta Delgada auf der Azoreninsel São Miguel. In ihr leben 4307 Einwohner (Stand 19. April 2021).